# Герб Магаданської області

Герб Магаданської області

Герб Магаданської області є символом Магаданської області, прийнято 28 грудня 2001 року.

## Опис
Герб Магаданської області являє собою геральдичний щит класичної «французької» форми, розділений на три частини. Верхня частина червона, нижня горизонтальна частина поділена по вертикалі на дві рівні частини. Герб обрамлений золотою рамкою. У верхньому червоному полі перебуває зображення трьох, розташованих у пірамідальній формі злитків, два нижні з яких — золоті й верхній — срібний — символи процвітання, добробуту, економічної основи Магаданської області. За злитками розташовані перехресні золоті геологічний молоток і кирка на срібних ручках, що виступають як символ галузі, що поклала початок Магаданської області; символ першепроходства, трудових подвигів жителів півночі, освоєння нових територій, наступності поколінь, витримки, стійкості й витривалості. У правій нижній частині перебуває зображення трьох золотих риб на темно-синьому тлі, що символізує собою одну з активних галузей області — рибодобування й рибопереробки. У лівій нижній частині герба блакитного кольору розташоване срібне зображення греблі гідроелектростанції, до якої на задньому плані прилягає опора лінії високовольтних електропередач. Дане зображення характеризує собою розвинену систему гідроенергетики області й майбутнє колимського краю. Срібне зображення літака, що летить, означає основний вид транспорту, що зв'язує Магаданську область з іншими регіонами Росії й країнами миру. По центру, що поєднує всі три поля, перебуває зображення троянди вітрів жовтого (золотого) кольору як символ територіальної особливості розташування області.

## Значення кольорів
Застосовані в гербі кольори символізують:
- Червоний — символ мужності, самовідданості, геройства, справедливої боротьби й життя
- Жовтий (золото) — символ міцності, величі, інтелекту, великодушності
- Темно-синій — символ піднесених устремлінь, мислення, щирості й чесноті
- Білий (срібло) — символ чистоти, мудрості, шляхетності, миру, взаємного співробітництва
- Блакитний (лазуровий) — символ великодушності, чесності, вірності й бездоганності